# WAR
WAR (Werkgroep Arbeidersliteratuur Rotterdam) is een literair tijdschrift dat verscheen in de jaren zeventig van de vorige eeuw. De redactie van het blad, dat in 1979 ter ziele ging, werd gevormd door onder anderen Ans Boer-Lampusiak en de arbeider-dichter Wim de Vries (1923-1994).